# Ószász nyelv
Az óalnémet vagy ószász nyelv az angelni és szászországi népcsoportok nyelve az írásos hagyományok kezdetétől a korai középkorig.

## Megnevezés
Mind az ószász, mind az óalnémet kifejezés elterjedt a szakirodalomban és általában ugyanazt jelentik. Az óalnémet ugyanakkor az utóbbi évtizedekben a nyelvtudományban egyre elterjedtebbé vált. Ezen elnevezésnek ugyanakkor sok nyelvész szerint az a hátránya, hogy a német(ség)hez való tartozást szuggerálja, holott ebben a korai korszakban még sem német, sem angol nyelv a mai értelemben nem létezett, hisz a korai német és a korai angol egészen az első ezredfordulóig kölcsönösen érthető volt, sőt még a Hanza idején sem jelentett különösen nagy problémát az alapvető kommunikáció. Megemlítendő továbbá, hogy az óalnémet régebbi szakirodalmakban mind az ószász, mind pedig az óholland nyelveket jelenthette.

## Történet
Az angolszász már az 5. században kivált az északi germán nyelvek csoportjából, és alakult az idő során óangollá, bár nagyon sokáig megvolt a kontinensen maradt szászokkal a kapcsolat. Ez az oka, hogy a Brit-szigeten élő szászok és angolok nyelvét az óalnémet csoportba sorolják. A kontinensen maradt óalnémet nyelvek a 7. századtól egyre inkább a keleti-frank befolyása alá kerültek, a Német-római Birodalomban aztán a délnémet (hochdeutsch) kancelláriák hatottak az északalföldi nyelvjárásokra.

## Rokonság
Az ószászhoz nagyon hasonló az óangol és az ófríz. Ezt a három nyelvet északi-tengeri germán nyelvekként is szokás említeni. További rokon nyelvek az óholland és az ófelnémet.

## Elterjedés
Az ószász kora középkori elterjedési területe bizonytalan, de nagyjából a mai Alsó-Szászország, Vesztfália, Lipperland, Engern és Osztfália, beleszámítva a ma Szász-Anhalthoz tartozó, az Elbától balra elterülő területeket (kb. Halle és Magdeburg). Délen az ószász a frankkal, azaz ófelnémettel volt határos, körülbelül Merseburg és Göttingen magasságától a Rajna-vidékig, egészen Groningenig. Az ószász északon az ófrízzel volt határos Groningentől Bremerhavenig, a mai Schleswig-Holstein területén az ódánnal és északkeleten körülbelül Plön vonalában a nyugati szláv nyelvekkel.